# Smilax retroflexa
Smilax retroflexa är en enhjärtbladig växtart som först beskrevs av Fa Tsuan Wang och Tang, och fick sitt nu gällande namn av Sing Chi Chen. Smilax retroflexa ingår i släktet Smilax och familjen Smilacaceae. Inga underarter finns listade.